# Панфиловски район
Панфиловски район (на казахски: Панфилов ауданы) е съставна част на Жетъсуска област, Казахстан, с обща площ 10 340 км2 и население 130 017 души (по приблизителна оценка към 1 януари 2020 г.). Мнозинството от населението са казахи (62,9 %), следвани от уйгурите (30,8 %) и руснаците (4,3 %).
Административен център е град Жаркент.